# Kardiokrinum
Kardiokrinum (lat. Cardiocrinum), biljni rod iz porodice ljiljanovki, dio potporodice Lilioideae. Pripadaju mu tri priznate vrste iz Kine, Ruskog dalekog istoka, Kurila, Sahalina i Japana

## Vrste
1. Cardiocrinum cathayanum (E.H.Wilson) Stearn
2. Cardiocrinum cordatum (Thunb.) Makino
3. Cardiocrinum giganteum (Wall.) Makino